# 西戸古墳群
西戸古墳群（さいどこふんぐん）は、埼玉県毛呂山町にある古墳群。
越辺川の左岸段丘に築造された古墳群である。1893年(明治26年)に「行任塚」と呼ばれていた西戸2号墳が地元の人々により発掘された。横穴式石室から数体分の遺骸と鉄鏃、金環などが出土している。この発掘の様子は墳丘に建立された石碑「西戸古塚記」によって知ることができる。現在、この石碑は町の歴史民俗資料館に展示されている。
- 西戸2号墳
墳丘は大きく破壊されており元の形は定かではない。両袖型横穴式石室をもつ。1962年(昭和37年)の調査では金銅製耳環2、ガラス製小玉65、土師器、須恵器が出土した。出土した土器の型式は7世紀初頭から8世紀中頃の製作を示している。また主体部の覆土から少なくとも13体分の歯が見つかっていることから、7世紀初頭に築造され、8世紀まで追葬が行われたと考えられる。